# Rafic Charaf
Pour les articles homonymes, voir Charaf.
 (janvier 2024).
La mise en forme du texte ne suit pas les recommandations de Wikipédia : il faut le « wikifier ».
Les points d'amélioration suivants sont les cas les plus fréquents :
- Les titres sont pré-formatés par le logiciel. Ils ne sont ni en capitales, ni en gras.
- Le texte ne doit pas être écrit en capitales (les noms de famille non plus), ni en gras, ni en italique, ni en « petit »…
- Le gras n'est utilisé que pour surligner le titre de l'article dans l'introduction, une seule fois.
- L'italique est rarement utilisé : mots en langue étrangère, titres d'œuvres, noms de bateaux, etc.
- Les citations ne sont pas en italique mais en corps de texte normal. Elles sont entourées par des guillemets français : « et ».
- Les listes à puces sont à éviter, des paragraphes rédigés étant largement préférés. Les tableaux sont à réserver à la présentation de données structurées (résultats, etc.).
- Les appels de note de bas de page (petits chiffres en exposant, introduits par l'outil «  Source ») sont à placer entre la fin de phrase et le point final[comme ça].
- Les liens internes (vers d'autres articles de Wikipédia) sont à choisir avec parcimonie. Créez des liens vers des articles approfondissant le sujet. Les termes génériques sans rapport avec le sujet sont à éviter, ainsi que les répétitions de liens vers un même terme.
- Les liens externes sont à placer uniquement dans une section « Liens externes », à la fin de l'article. Ces liens sont à choisir avec parcimonie suivant les règles définies. Si un lien sert de source à l'article, son insertion dans le texte est à faire par les notes de bas de page.
- La présentation des références doit suivre les conventions bibliographiques. Il est recommandé d'utiliser les modèles {{Ouvrage}}, {{Chapitre}}, {{Article}}, {{Lien web}} et/ou {{Bibliographie}}. Le mode d'édition visuel peut mettre en forme automatiquement les références.
- Insérer une infobox (cadre d'informations à droite) n'est pas obligatoire pour parachever la mise en page.

Pour une aide détaillée, merci de consulter Aide:Wikification.
Si vous pensez que ces points ont été résolus, vous pouvez retirer ce bandeau et améliorer la mise en forme d'un autre article.
Rafic Charaf (né en 1932 à Baalbek, mort à Beyrouth en 2003) est un peintre libanais. Il a étudié à l'Académie Libanaise des Beaux-Arts (ALBA). En 1955 il obtient une bourse du gouvernement espagnol pour étudier à l'Académie royale des Beaux-Arts Saint-Ferdinand à Madrid, à la suite de quoi il retourne au Liban.

## Vie et œuvre
Rafic Charaf a été parmi les pionniers de la peinture expressionniste, un style qu'il a utilisé pour différents sujets tels que la politique contemporaine, les luttes sociales de sa ville natale, l'art traditionnel et la poésie.
L'œuvre de Charaf devient visionnaire et pessimiste au début des années 1960, avec des représentations de paysages lugubres, souvent parsemés de fils de fer et d'arbres morts. L'art de Charaf a sans cesse une implication sociale et politique, de sorte que lorsque la Guerre du Liban éclate, il crée des œuvres dédiées à la Résistance nationale. Deux de ces peintures ont été intégrées dans « The Road to Peace », une exposition organisée par Saleh Barakat en 2009 au Beirut Art Center, qui rassemblait des œuvres d'art visuel créées entre 1975 et 1991. Dans les années qui ont suivi la guerre, Charaf évolue dans la direction opposée et travaille avec les feuilles d'or sur des icônes inspirées par les mosaïques et peintures religieuses byzantines et orientales.
Rafic Charaf a un intérêt pour la culture populaire de son pays et du reste de sa région. Il s'est inspiré de l'histoire et du folklore pour créer une série de peintures représentant les épopées du poète arabe et héro légendaire Antarah ibn Shaddad (Antar).

## Expositions choisies

### Expositions individuelles
- Body and Space, Planula Elissar, Beyrouth, 1981
- Antar wa Abla, Galerie Damo, Antelias, Liban, 1978
- Charaf, Contact Gallery, Beyrouth, 1975
- Charaf, Contact Gallery, Beyrouth, 1974
- Of Men and Horses, Contact Gallery, Beyrouth, 1973
- Forgotten Land, Carlton Hotel, Beyrouth, 1964
- Unesco Palace, 1961

### Expositions collectives
- Archives of an Eternity, Musée Sursock, Baalbek, 2019[8]
- Art from Lebanon, Beirut Exhibition Center, 2012[9]
- De Lumière et de Sang, Foundation Audi, Beyrouth, 2010[10]
- The Road to Peace, Beirut Art Center, 2009
- Landscapes.Cityscapes.1 – Maqam Art Gallery, Beyrouth, 2009
- Biennale de Paris, 1965
- 3e Salon UNESCO, Beyrouth, 1955

## Prix
- Prix de l'Île-de-France, 1963
- Ministère libanais de l'éducation, 1er prix, 1959